# سقف تارگا

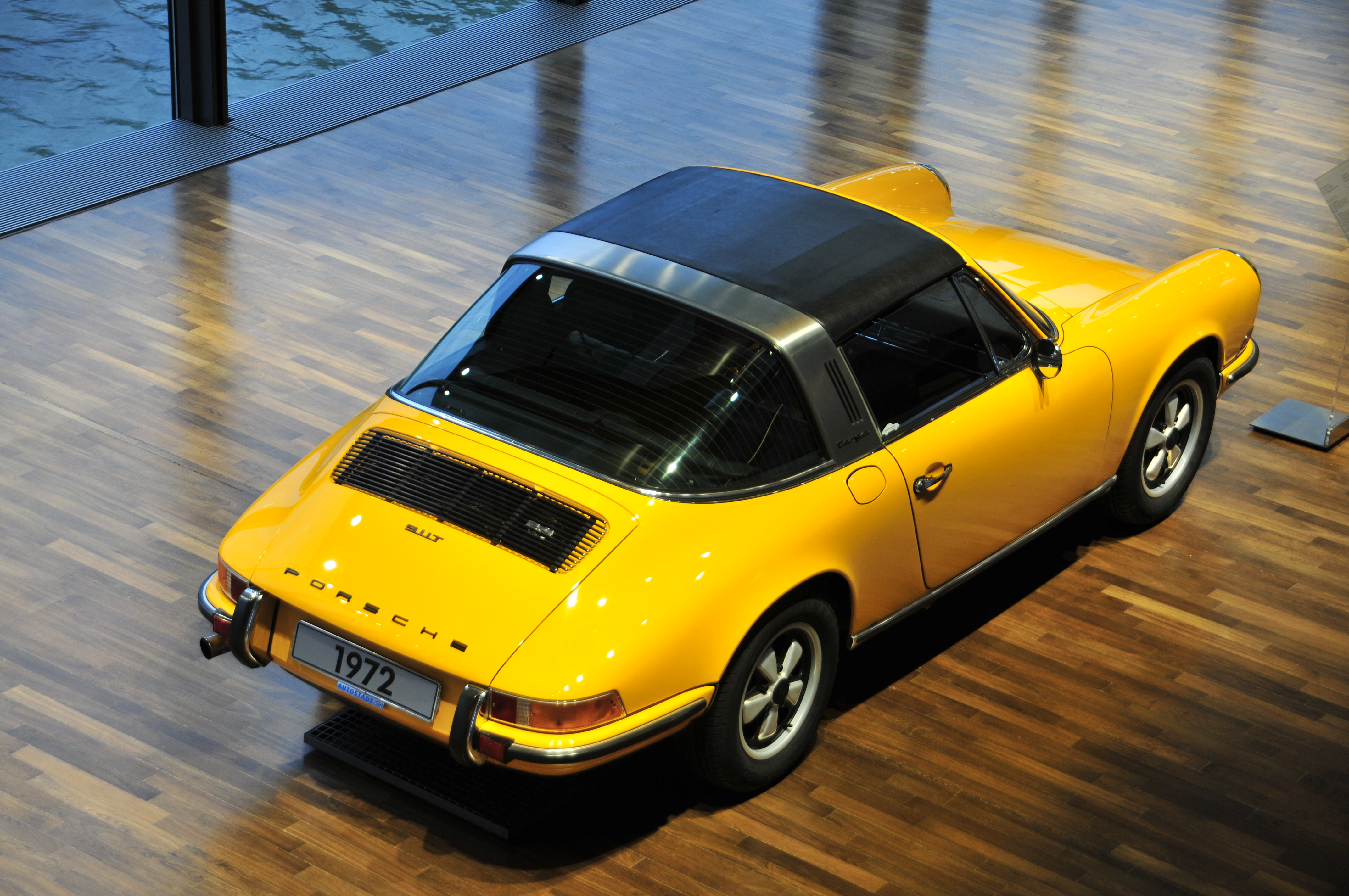
پورشه ۹۱۱تی تارگا ۱۹۷۲: اولین خودرو با طراحی سقف تارگا

سقف تارگا (به انگلیسی: Targa Top)، یا به صورت کوتاه‌شده تارگا، نوعی بدنه خودروی نیمه کروکی با سقف جداشونده و یک رول بار عرضی کامل در قسمت پشت صندلی‌ها است. واژهٔ تارگا اولین بار در سال ۱۹۶۶ و برای خودروی پورشه ۹۱۱ تارگا مورد استفاده قرار گرفت، و تا امروز نیز به عنوان یک نشان تجاری ثبت شده متعلق به شرکت پورشه باقی مانده‌است.
شیشهٔ عقب در خودروهای تارگا معمولاً به صورت ثابت است، با این حال در برخی نمونه‌های خودروهای تارگا، این شیشه قابلیت جدا شدن یا تا شدن را دارد که این موضوع خودرو را به یک خودروی کروکی تبدیل می‌کند. هر قطعهٔ فلزی یا ساخته شده از مواد ترکیبی که از یک سوی بدنه آغاز شده و با عبور از روی بخش سقف به طرف دیگر بدنه برسد، با نام نوار تارگا، و در برخی موارد با نام میلهٔ تارگا مورد اشاره قرار می‌گیرد.
خودروهای سقف تارگا با خودروهای سقف تی متفاوت هستند. این نوع خودروها دارای یک میلهٔ میانی ثابت و فاقد قابلیت جداسازی در سقف خود هستند که از بخش میانی قاب شیشهٔ جلو تا میله‌های پشت صندلی‌ها ادامه می‌یابد. سقف خودروهای سقف تی نیز به‌طور معمول دارای دو پنل جداگانه بالای سر هر یک از صندلی‌ها است که بین شیشه‌های جانبی تا میلهٔ میانی سقف قرار می‌گیرد.